# Vienna (Billy-Joel-Lied)
Vienna ist ein Lied von Billy Joel. Er veröffentlichte das Stück 1977 auf seinem Album The Stranger sowie 1978 als B-Seite der Single She’s Always a Woman. Der Produzent war Phil Ramone.

## Inhalt und Entstehung
Im Lied wird eine jugendliche Person angehalten, langsamer zu treten und zur Vernunft zu kommen. Der Refrain lautet „When will you realize, Vienna waits for you?“ („Wann wirst du erkennen, dass Wien auf dich wartet“). Joel schrieb das Lied bei einem Besuch seines Vaters in dessen Heimat Wien, als die beiden eine ältere Frau beim Kehren der Straße beobachteten. Es entwickelte sich eine philosophische Diskussion um das Alter und den Zwang, die Lebensziele möglichst schnell zu erreichen, wie Joel bei der Howard-Stern-Show erläuterte. In einem Artikel der New York Times aus dem Juli 2008 nennt Joel Vienna als einen seiner beiden Lieblingssongs, zusammen mit Summer, Highland Falls.

## Verwendung als Soundtrack
Der Song wurde 1981 in einer Folge der Fernsehserie Taxi mit dem Titel Vienna Waits gespielt. Die Figur Elaine Nardo, gespielt von Marilu Henner, bezieht sich während des Urlaubs in Europa mit Alex Reiger, gespielt von Judd Hirsch, auf das Lied. Aus Lizenzgründen wurde der Song bei der DVD-Veröffentlichung weggelassen. Vienna ist auch auf dem Soundtrack zu 30 über Nacht enthalten.

## Kritiken
Das Buch Peopleware von Tom DeMarco und Timothy R. Lister wurde 1991 auf Deutsch unter dem Titel Wien wartet auf Dich! veröffentlicht. Im Buch wird der Billy-Joel-Song referenziert und Bezug auf den Text des Liedes genommen.

## Auszeichnungen für Musikverkäufe
| Land/Region                  | Auszeichnungen für Musikverkäufe (Land/Region, Auszeichnung, Verkäufe) | Verkäufe  |
| ---------------------------- | ---------------------------------------------------------------------- | --------- |
| Dänemark (IFPI)              | Gold                                                                   | 45.000    |
| Neuseeland (RMNZ)            | 2× Platin                                                              | 60.000    |
| Vereinigte Staaten (RIAA)    | Platin                                                                 | 1.000.000 |
| Vereinigtes Königreich (BPI) | Platin                                                                 | 600.000   |
| Insgesamt                    | 1× Gold · 4× Platin ·                                                  | 1.705.000 |

Hauptartikel: Billy Joel/Auszeichnungen für Musikverkäufe

## Coverversionen
Im Jahr 1991 veröffentlichte Ulla Meinecke auf der Platte Löwen eine Übertragung ins Deutsche unter dem Titel Da kommt ein Tag.
Die amerikanische Sängerin Ariana Grande coverte das Lied 2011 und schickte es als MP3-Datei an ihre Fans, wenn sie ihrem Spendenaufruf für die Opfer des Tōhoku-Erdbebens 2011 nachkamen.
Im Jahr 2015 veröffentlichte die österreichische Band Granada unter dem Titel Wien wort auf di eine Version des Liedes in österreichischer Mundart. 2019 coverte Ben Platt den Song für die Serie The Politician. Im Dezember 2022 veröffentlichte Lena Meyer-Landrut im Rahmen ihrer „Lena Sings 2.0“-Session eine Akustik-Version dieses Liedes.